# Gangster (1951)
Gangster (auch unter dem Titel Das Syndikat bekannt) ist ein US-amerikanischer Kriminalfilm aus dem Jahr 1951 von John Cromwell mit Robert Mitchum, Lizabeth Scott und Robert Ryan in den Hauptrollen. Der Film noir wurde von RKO Radio Pictures produziert und ist eine Neuverfilmung des 1928 unter der Regie von Lewis Milestone gedrehten Stummfilms The Racket, der ebenfalls von Howard Hughes produziert wurde. Beide Filme basieren auf dem 1927 uraufgeführten Bühnenstück The Racket von Bartlett Cormack.

## Handlung
Harry Craig, der leitende Ermittler eines staatlichen Untersuchungsausschusses, informiert bei einem Treffen den Gouverneur von seinem Verdacht, dass der stellvertretende Staatsanwalt Roy Higgins Kontakte zu einem Syndikat unterhalte, das von dem mysteriösen Alten Mann geleitet wird. Der Gouverneur verlangt stichhaltige Beweise, um helfen zu können. Craig und seine Mitarbeiter wollen Higgins mit den bislang ermittelten Indizien konfrontieren. Bevor es zu einem Gespräch kommt, beauftragt der Gangster Nick Scanlon den Killer Durko, Higgins zu töten. Als Durko den Tatort verlässt, wird er von dem Polizeibeamten Johnson gesehen, der den auf Bewährung freigelassenen Durko zur Fahndung ausschreibt. Captain McQuigg, Johnsons Vorgesetzter, lobt dessen Arbeitseifer. Weniger begeistert sind der Ermittler Sergeant Turk und Higgins Nachfolger Welsh, die beide vom Syndikat geschmiert werden. McQuigg sucht seinen alten Freund Scanlon auf und warnt ihn davor, Ärger zu machen.
Auf McQuigg wird vor seinem Haus ein Bombenattentat verübt, bei dem glücklicherweise niemand verletzt wird, das jedoch Mrs. McQuigg erschüttert. Polizeibeamte entdecken ein verdächtiges Fahrzeug mit zwei Männern, dessen Fahrer die Flucht ergreift. Bei der Verfolgung verunglückt der Wagen, die beiden Männer flüchten zu Fuß weiter. McQuigg kann einen der beiden auf einem Hausdach stellen, doch der Mann stürzt beim Kampf mit McQuigg vom Dach und stirbt. McQuigg glaubt, der andere Mann sei Joe Scanlon, Nicks jüngerer Bruder. Er schickt Johnson in den Nachtclub, in dem Joes Freundin Irene Hayes als Sängerin auftritt. Im Club begegnet Johnson seinem alten Marinekameraden Dave Ames, ein unerfahrener Reporter, der sich in Irene verliebt hat. Ames beobachtet, wie Johnson Joe festnimmt, der den Rolls-Royce, mit dem er fährt, gestohlen haben soll. Der hinzugekommene McQuigg nimmt Irene als Zeugin in Gewahrsam. Scanlon, der seinen Bruder Joe abgöttisch liebt, veranlasst Welsh, die Rechtmäßigkeit der Verhaftung zu überprüfen und Joe auf Kaution freizulassen. Für Irene, die Scanlon hasst, wird keine Kaution gestellt, sie wird von Joe zu ihrem Entsetzen fallengelassen. Irenes Aussage über Joes Verwicklung in den Mord an Higgins veranlassen McQuigg, Joe erneut verhaften zu lassen.
Zur selben Zeit ist Johnson in Gefahr, von Scanlons Leuten ermordet zu werden. Mit Ames will er dem Mörder Durko, der nun auf ihn angesetzt wurde, eine Falle stellen. Ames lockt Durko und einen Handlanger in Johnsons Haus. Dort werden beide von Johnson getötet. In der Zwischenzeit trifft sich Scanlon mit R. G. Connolly, der rechten Hand des Alten Mannes, und weist auf die Gefahr von Irenes Aussagen hin. Der Geschäftsmann Connolly lehnt Gewalt als 'unzeitgemäß' ab und versucht Scanlon zu überzeugen, das Syndikat das Problem lösen zu lassen. Der skeptische Scanlon glaubt jedoch, dass sein Weg der richtige Weg sei. Er sucht McQuiggs Polizeirevier auf, um Irene zu sehen. Johnson erkennt den Gangster, beleidigt ihn und wird erschossen. Ames kann Scanlon lange genug aufhalten, dass die Polizei ihn verfolgen kann. Scanlon wird zu einem Unfall provoziert und festgenommen. Welsh und Turk wollen nun Scanlons Festnahme überprüfen lassen, doch ihr Antrag wird von McQuigg zerrissen. Der erklärt, dass Irene und Ames gegen Scanlon aussagen werden. Außerdem präsentiert er die Waffe, mit der Johnson erschossen wurde, auf der Scanlons Fingerabdrücke zu finden sind.
Welsh telefoniert mit dem Alten Mann, um weitere Anweisungen zu erhalten. Dann sucht er Scanlon auf und teilt ihm mit, er müsse bis zur Wahl eines neuen Staatsanwaltes in Haft bleiben. Wütend erklärt Scanlon, die Hintermänner des Syndikats zu entlarven und somit Welsh und Turk zu ruinieren. Welsh und Turk wollen dem unbewachten Scanlon zur Flucht verhelfen, werden aber von McQuigg, der dies vorausgesehen hat, gehindert. In seiner Verzweiflung versucht Scanlon dennoch zu fliehen, wird aber von Turk erschossen. Später werden Welsh und Turk suspendiert und angeklagt. Irene und Ames planen eine gemeinsame Zukunft und Mrs. McQuigg fährt ihren erschöpften Mann nach Hause.

## Produktion

### Hintergrund
Gedreht wurde der Film vom 9. April bis zum 14. Mai 1951 in Los Angeles sowie auf der RKO Movie Ranch in Encino. Nachträgliche Aufnahmen entstanden zwischen dem 18. und 22. Juni 1951.
Im März 1951 wurde bekannt, dass Estes Kefauver, Vorsitzender eines Untersuchungsausschusses des Senats zur Bekämpfung der organisierten Kriminalität, der Produktion seine Unterstützung zusicherte. Die Ergebnisse der sogenannten Kefauver-Hearings legitimierten den Film und halfen bei der Überwindung von Zensurproblemen. Frühere Drehbuchentwürfe riefen Joseph Breen, Vorsitzender der Zensurbehörde, schon 1950 auf den Plan. Den ersten Entwurf bezeichnete er im November 1950 als vollständig inakzeptabel, schockierend und als neuen Tiefpunkt des Kriminalfilms. Wenige Tage später schickte er RKO eine Liste mit Änderungsvorschlägen. Breen empfahl, einige brutale Szenen zu streichen und Richter und andere Beamte größtenteils als ehrbar zu charakterisieren. Auch sollte die weibliche Hauptfigur Irene keine Prostituierte sein. Den korrigierten Entwurf bewilligte er unter der Auflage, dass alle Hinweise auf Prostitution, auch die heiterer Art, entfernt werden und es klar ersichtlich ist, dass Nicks Mörder sich für seine Tat verantworten muss.
Samuel Fuller, der am Drehbuch mitarbeitete, war im Mai 1950 als möglicher Regisseur im Gespräch. Letztendlich übernahm John Cromwell den Regiestuhl. Die nachträglichen Szenen vom Juni 1951 wurden von Nicholas Ray gedreht. Auch Produzent Edmund Grainger übernahm für einen Tag die Regie.

### Stab
Albert S. D’Agostino und Jack Okey oblag die künstlerische Leitung. Darrell Silvera und William Stevens waren für das Szenenbild zuständig. Verantwortliche Toningenieure waren Frank McWhorter und Clem Portman.

### Besetzung
In kleinen nicht im Abspann erwähnten Nebenrollen traten Howland Chamberlain als Roy Higgins, Don Dillaway, Hazel Keener, Eddie Parker, Howard Petrie und Milburn Stone auf. Ebenfalls unerwähnt blieb Max Wagner als Durko.
Carey Loftin wurde als Stunt-Double eingesetzt.

### Musik
Constantin Bakaleinikoff war der musikalische Direktor.
Der Song A Lovely Way to Spend an Evening stammte von Jimmy McHugh und Harold Adamson.

## Synchronisation
Die deutsche Synchronfassung entstand 1964 im Auftrag der Berliner Synchron GmbH Wenzel Lüdecke unter der Dialogregie von Klaus von Wahl, der auch das Dialogbuch schrieb.
| Rolle              | Schauspieler    | Deutscher Synchronsprecher |
| ------------------ | --------------- | -------------------------- |
| Cpt. McQuigg       | Robert Mitchum  | Arnold Marquis             |
| Nick Scanlon       | Robert Ryan     | Martin Hirthe              |
| Officer Johnson    | William Talman  | Jürgen Thormann            |
| Staatsanwalt Welsh | Ray Collins     | Paul Wagner                |
| Mary McQuigg       | Joyce MacKenzie | Renate Danz                |
| Dave Ames          | Robert Hutton   | Claus Jurichs              |
| Lucy Johnson       | Virginia Huston | Bettina Schön              |
| Sgt. Delaney       | Walter Sande    | Joachim Nottke             |
| R. G. Connolly     | Don Porter      | Heinz Petruo               |
| Joe Scanlon        | Brett King      | Gerd Martienzen            |
| Breeze Enright     | Richard Karlan  | Gerd Holtenau              |
| Gouverneur         | Howard Petrie   | Friedrich Schoenfelder     |

Anmerkungen: Die kursiv geschriebenen Namen sind Rollen und Darsteller, die nicht im Abspann erwähnt wurden.

## Veröffentlichung
Die Premiere des Films fand am 25. Oktober 1951 in Philadelphia statt. In der Bundesrepublik Deutschland kam er am 31. Juli 1953 in die Kinos, in Österreich am 18. Dezember 1953.

## Kritiken
Der Filmkritiken-Aggregator Rotten Tomatoes hat in einer Auswertung von neun Kritiken eine Zustimmungsrate von 33 Prozent errechnet. Das Publikumsergebnis hat sich bei 44 Prozent positiver Bewertungen eingependelt.
Das Lexikon des internationalen Films schrieb: „Packender, stellenweise melodramatischer Gangster- und Polizeifilm im Stil der "Schwarzen Serie". Mit prägnant gezeichneten Typen nach einem Theaterstück von Bartlett Cormack inszeniert.“
Die Filmzeitschrift Cinema befand: „Ein fesselnder Thriller im Stil der „Schwarzen Serie“, bei dem Nicholas Ray einige Szenen drehte. Fazit: Film-Noir-Perle mit bizarrem Ausgang.“
Bosley Crowther von der The New York Times befand, das einzig Bemerkenswerte an der filmischen Umsetzung eines alten Bühnenstücks, das abgestaubt und mit zeitgemäßen Autos und Kleidung ausgestattet wurde, sei die Aktualität des Themas und der vorherbestimmte Konflikt seiner Stars Mitchum und Ryan. Der Konflikt sei unoriginell und die Inszenierung bedrückend uninspiriert.
Die Variety gab an, das Remake betone die scharf definierte Action und Spannung. Die Besetzung sei genau richtig, um die raue und bereitwillige Härte des Drehbuchs hervorzuheben
Harry MacArthur schrieb in der Washington Evening Post, das Drehbuch sei ein recht lebhaftes Melodram, das von Regisseur Cromwell knisternd in Szene gesetzt wurde.